# Tachipnea
La tachipnea (dal greco antico ταχύς?, tachỳs, "veloce" e πνέα, pnèa, "respiro") è un sensibile aumento della frequenza respiratoria rispetto alla norma (12-16 atti respiratori al minuto nelle persone adulte).
Si osserva nell'insufficienza cardiaca (in particolar modo in quella di sinistra in seguito ad edema polmonare), negli stati febbrili, nelle turbe dei centri respiratori, nelle polmoniti, nelle sindromi dolorose della pleura e della parete toracica.